# Аботабад
Аботабад (урд. ایبٹ آباد) је град у Пакистану у покрајини Хајбер-Пахтунва. Према процени из 2006. у граду је живело 131.014 становника.

## Становништво
Према процени, у граду је 2006. живело 131.014 становника.
| 1981.  | 1998.   | 2006.   |
| ------ | ------- | ------- |
| 65.996 | 105.999 | 131.014 |